# Nephila cornuta

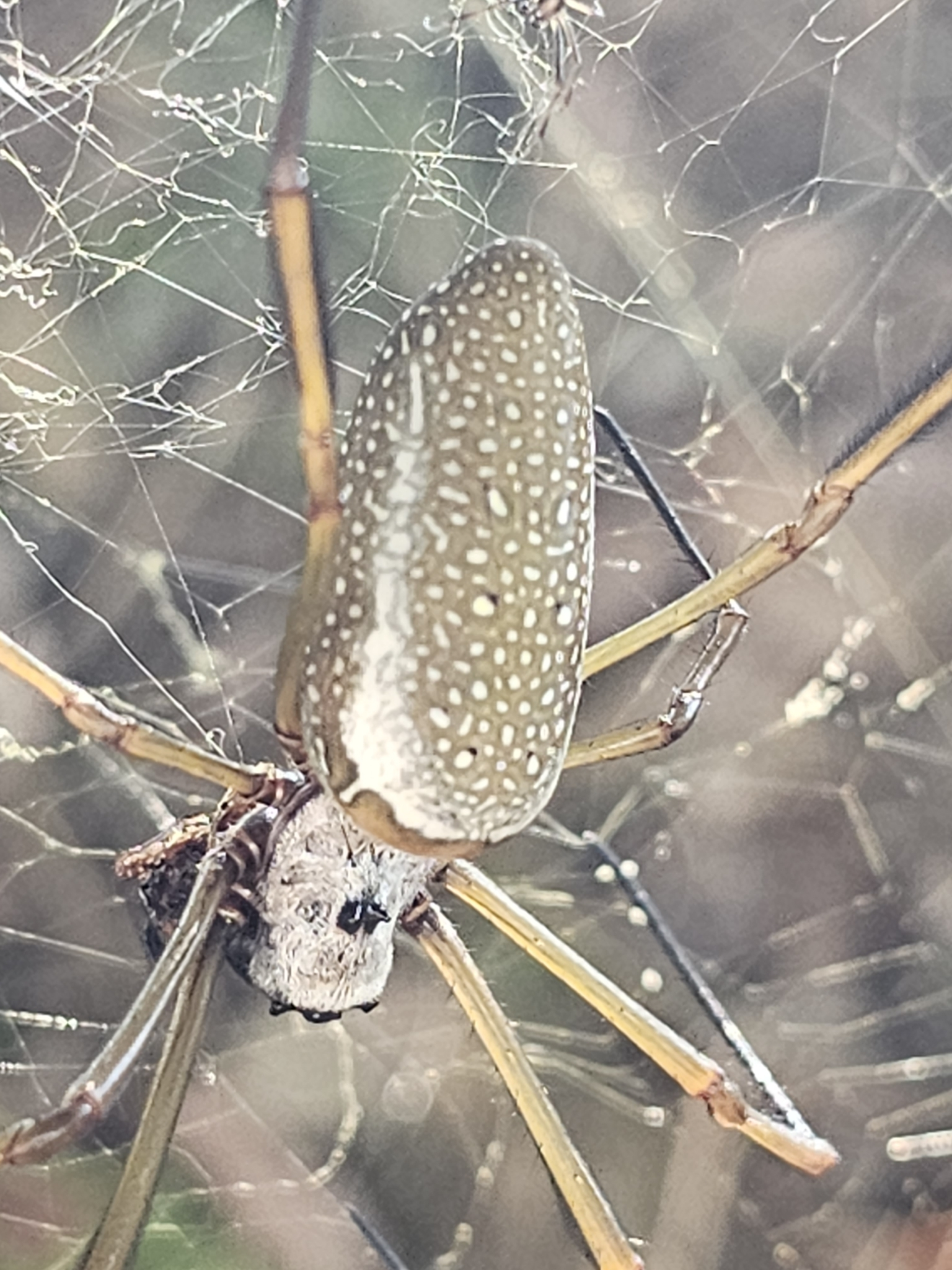
Nephila cornuta

Nephila cornuta is een spinnensoort uit de familie van de wielwebspinnen (Araneidae).
De wetenschappelijke naam van de soort werd in 1772 gepubliceerd door Peter Simon Pallas.